# 2009
2009. је била проста година.

## Догађаји

### Јануар
- 2. јануар — Шест особа повређено у две експлозије које су потресле Косовску Митровицу.
- 3. јануар — Израелске копнене снаге ушле у појас Газе.
- 6. јануар — Србији прекинуте испоруке гаса из Русије.
- 8. јануар — На основу договора председника Србије, Бориса Тадића, и мађарског премијера Ференца Ђурчања, Мађарска одобрила одређену испоруку гаса Србији.
- 13. јануар — Покренута испорука руског гаса, преко Украјине, остатку Европе. Међутим, само неколико сати касније, Украјина поново блокирала испоруку гаса. Ово је додатно појачало тензије међу западноевропским земљама, од којих су неке најавиле тужбу против Украјине.
- 16. јануар — Лидер Српске напредне странке, Томислав Николић, смењен са дужности председника Административног одбора Скупштине Србије. За новог председника изабран Ненад Константиновић (Демократска странка).
  - 16. јануар — 1. фебруар — Светско рукометно првенство у Хрватској.
- 19. јануар — Челници Нафтогаса и Гаспрома у Москви, у присуству премијера Русије и Украјине Владимира Путина и Јулије Тимошенко, потписали споразум о наставку испоруке руског гаса Украјини и Европи.
- 20. јануар — Барак Обама положио заклетву и ступио на дужност 44. председника САД.
- 22. јануар — Председник Србије, Борис Тадић, упутио оштар протест генералном секретару НАТО и УН због формирања Косовских безбедносних снага.
- 23. јануар — Мирослав Лајчак поднео оставку на дужност Високог представника ЕУ у Босни и Херцеговини.
- 24. јануар — Две јаке експлозије потресле Косовску Митровицу. Није било повређених.

### Фебруар
- 3. фебруар — Популарни фолк певач, Аца Лукас, лакше рањен са два хица на Новом Београду.
- 8. фебруар — Румунски рукометаш Маријан Козма убијен, а српски и хрватски, Жарко Шешум и Иван Пешић, теже повређени када су физички нападнути у Веспрему.
- 11. фебруар — Хашки трибунал до даљег прекинуо суђење лидеру СРС, Војиславу Шешељу.
- 12. фебруар — Посланик СРС у Скупштини Србије, Србољуб Живановић, физички напао посланика Српске напредне странке Игора Бечића. То је трећи инцидент између радикала и напредњака, у којем учествује Живановић.
- 15. фебруар — Генерал-потпуковник Милоје Милетић именован за начелника Генералштаба Војске Србије.
- 24. фебруар — Владе Дивац изабран за председника Олимпијског комитета Србије.
- 26. фебруар — Хашки трибунал изрекао пресуду којом је бившег председника Србије, Милана Милутиновића, ослободио оптужби за ратне злочине на Косову и Метохији током 1999. године. С друге стране, бивши потпредседник Владе СРЈ Никола Шаиновић, бивши командант Треће армије ВЈ током сукоба на КиМ, генерал Небојша Павковић, и генерал српске полиције, Сретен Лукић, осуђени су на по 22 године затвора. Преостала два оптуженика, некадашњи командант Приштинског корпуса Војске Југославије, генерал Владимир Лазаревић, и некадашњи начелник Генералштаба Војске Југославије, генерал Драгољуб Ојданић, осуђени су на 15 година затвора.

### Март
- 3. март — Окружни суд у Београду рехабилитовао српску глумицу Жанку Стокић, која је 1945. осуђена на казну губитка српске националне части у трајању од осам година.
- 4. март — Међународни кривични суд је издао потерницу за суданским председником Омаром ел Баширом због оптужби за ратне злочине током рата у Дарфуру.
- 11. март — Седамнаестогодишњи младић у средњој школи у немачком граду Винеден убио 17 особа.
- 25. март — Од последица активирања бомбе која је била постављена на улазна врата, погинула Радица Лукић, супруга судије за прекршаје из Књажевца.
- 26. март — Међународни монетарни фонд одобрио Србији зајам од 3 милијарде евра.
- 29. март — На парламентарним изборима у Црној Гори, апсолутну већину освојила коалиција окупљена око премијера Мила Ђукановића.
- 31. март — Скупштина Србије отпочела заседање у потпуности реновираној сали Дома народне скупштине (бивши савезни парламент).

### Април
- 1. април — Хрватска и Албанија званично постале чланице НАТО пакта.
  - Специјално тужилаштво подигло оптужницу против градоначелника Зрењанина, Горана Кнежевића, и још 21 особе, због кривичног дела злочиначког удруживања, злоупотребе службеног положаја, примања мита, и давања мита.
- 4. април — Хрватска и Албанија постају чланице НАТО.
- 6. април — Снажан земљотрес погодио централну Италију. Више десетина особа погинуло, а у земљи проглашено ванредно стање.
- 21. април — 35 држава доставило своје мишљење Међународном суду правде у Хагу у вези једностраног проглашења независности јужне српске покрајине — Косова и Метохије.
- 23. април — Откривен је бљесак гама зрака GRB 090423 који је потицао од најудаљенијег познатог астрономског објекта.
- 23. април — Градоначелник Зрењанина, Горан Кнежевић, разрешен са те дужности. За новог градоначелника изабран др Милета Михајлов.
- 24. април — Добривоје Танасијевић поднео оставку на дужност председника ФК Црвена звезда.
- 25. април — ЕУЛЕКС снаге интервенисале сузавцем како би спречиле сукоб Срба и Албанаца у Брђанима, које се налази у северној Косовској Митровици.
- 27. април — Светска здравствена организација прогласила пандемију вируса свињског грипа, који се појавио у Мексику.

### Мај
- 2. мај — Светска здравствена организација саопштила да је 615 особа до сада заражено вирусом свињског грипа.
- 4. мај — У оружаном нападу на једну свадбу на југоистоку Турске, убијено 45 особа.
- 5. мај — Хашки трибунал преиначио пресуду официру бивше ЈНА, Веселину Шљиванчанину, са 5 на 17 година због оптужби да је одговоран за злочин на Овчари у јесен 1991.
- 9. мај — Након 18 дана штрајка глађу, радници фирме „Први партизан“ из Крагујевца прекинули штрајк када је потписан споразум који им гарантује повезивање радног стажа и исплату отпремнина.
- 10. мај — Новак Ђоковић освојио Отворено првенство Србије у тенису, победивши у финалу Пољака Лукаса Кубота са 2:0 у сетовима.
- 14. мај — Представници Србије на Песми Евровизије, Марко Кон и Милан Николић (музичар) са песмом "Ципела", испали у другом полуфиналу овог такмичења у Москви.
- 16. мај — Александер Рибак, представник Норвешке, победио на Евровизији са песмом Fairytale.
- 20. мај — Потпредседник САД, Џозеф Бајден, посетио Београд где је разговарао са највишим српским званичницима.
- 21. мај — Драган Марић, приватник из Ваљева, са две бомбе ушао у Председништво Србије претећи да ће их активирати уколико Влада Србије не потпише са њим уговор о вансудском поравнању. Након вишечасовних преговора, Марића су јаке полицијске снаге успеле да разоружају и ухапсе.
- 26. мај — Владан Лукић изабран за председника ФК Црвена звезда.
  - Северна Кореја је извела пробу две ракете кратког домета. СБ УН најавио пооштравање санкција. Јужна Кореја приступила Пакту о контроли нуклеарног наоружања, под покровитељством САД, који јој омогућава да контролише севернокорејске бродове.
- 27. мај — Северна Кореја запретила Јужној и САД војном акцијом, уколико буду претресали њихове бродове. Истог дана, извела је и трећу пробу ракете кратког домета. Нешто после тога, објавила је да престаје да важи примирје из 1953. године.

### Јун
- 2009. — Авион француске компаније Ер Франс, који је летео из Рио де Жанеира за Париз, се срушио у Атлантски океан, усмртивши 228 путника и чланова посаде.
- 3. јун — Владимир Петровић Пижон изабран за новог тренера ФК Црвена звезда.
- 7. јун — На ванредним локалним изборима у Земуну, Косјерићу и на Вождовцу, највише гласова освојиле Српска напредна странка и Демократска странка.
- 10. јун — Мило Ђукановић по шести пут изабран за премијера Црне Горе.
- 15. јун — Министри спољних послова земаља чланица Европске уније постигли у Луксембургу договор и изнели препоруку да се грађанима Србије и осталих земаља западног Балкана укину визе за путовање у државе чланице ЕУ.
- 18. јун — У Новом Саду почео Самит шефова држава средње Европе.
- 23. јун — У Бугарској, на основу Интерполове потернице, ухапшен Агим Чеку, бивши косовски премијер и командант ОВК.
- 25. јун — у Лос Анђелесу, од последица срчаног удара, умро је Мајкл Џексон.
- 30. јун — Рат у Ираку: Америчке трупе званично су предале контролу над градовима и сувереност над Ираком домаћим властима и повукле се у изоловане базе. Тиме је званично окончана шестогодишња окупација, која је отпочела инвазијом 2003. године. године. Дефинитивно повлачење је најављено за 2011. годину.

### Јул
- 1. јул — Премијер Хрватске и лидер ХДЗ-а, Иво Санадер, поднео оставку на све државне и партијске функције и најавио повлачење из политике.
  - 1—12. јул — Универзијада у Београду
- 2. јул — Познати српски глумац, Жарко Лаушевић, ухапшен у САД због боравка у тој земљи без поседовања емигрантске визе.
- 6. јул — Јадранка Косор изабрана за председницу Владе Хрватске.
- 7. јул — У близини Батајнице, срушио се МИГ 29 Војске Србије, и том приликом погинули су пилот Раде Ранђеловић и војник Милан Улемек.
- 9. јул — Приликом напада гранатом из ручног бацача, у селу Лучане у општини Бујановац, рањена два припадника Жандармерије МУП-а Србије.
- 13. јул — Хавијер Солана боравио у опроштајној посети Србији.
- 14. јул — Две особе повређене од експлозије бомбе у Прешеву.
- 15. јул — Европска комисија званично упутила препоруку о укидању виза за грађане Србије.
- 16. јул — Деветоро српских туриста је погинуло у саобраћајној несрећи код места Сафага, између Хургаде и Луксора у Египту.
- 23. јул — Бранислав Простран (Српска напредна странка) изабран за председника Општине Земун.
- 24. јул — Шест људи погинуло, а више десетина повређено у железничкој несрећи у близини Сплита.
  - Лидер Српске радикалне странке, Војислав Шешељ, осуђен на 15 месеци затвора пред Хашким трибуналом због непоштовања суда.
- 27. јул — Српски пливач, Милорад Чавић, освојио златну медаљу на Светском првенству у Риму.

### Август
- 1. август — Андерс Фог Расмусен ступио на дужност генералног секретара НАТО.
  - Ватерполо репрезентација Србије постала првак света на СП одржаном у Риму, пошто је у финалу победила репрезентацију Шпаније.
- 31. август — Скупштина Србије усвојила предлог контроверзног Закона о информисању, који предвиђа високе новчане казне за медије.

### Септембар
- 3. септембар — Седам радника погинуло, а четрнаест лакше и теже повређено у серији експлозија које су се догодиле у фабрици муниције "Први партизан" у Ужицу. Влада Србије прогласила једнодневну жалост у целој земљи.
- 17. септембар — Француски држављанин Брис Татон тешко претучен приликом напада више навијача на њега у центру Београда. Председник Србије, Борис Тадић, најоштрије осудио инциденте на улицама главног града.
- 19. септембар — Отказана „Поворка поноса“ која је требало да се одржи наредног дана у центру Београда. Организациони одбор одлучио да то уради пошто су државни органи саопштили да не могу пружити заштиту учесницима.
- 20. септембар — Кошаркашка репрезентација Србије освојила сребрну медаљу на Европском првенству у Пољској, пошто је у финалу изгубила од селекције Шпаније 85:63.
- 29. септембар — Француски држављанин, Брис Татон, кога су хулигани претукли у центру Београда 17. септембра, преминуо у Клиничком центру Србије. Идући дан, 30. септембар, проглашен за дан жалости у Београду.

### Октобар
- 10. октобар — Фудбалска репрезентација Србије, у квалификационој утакмици, победила репрезентацију Румуније резултатом 5:0 и тако обезбедила прво место у групи и директан пласман на Светско првенство у Јужној Африци 2010.
- 20. октобар — Председник Русије, Дмитриј Медведев, посетио Београд где је имао серију разговора са највишим државним званичницима Србије. Током посете, потписано неколико међудржавних споразума. Медведев је такође, са председником Србије Борисом Тадићем, положио венце на споменик ослободиоцима Београда у част 65. годишњице ослобођења Београда у Другом светском рату.
- 24. октобар — Велики пожар избио у КБЦ "Драгиша Мишовић" у Београду, и теже оштетио ту здравствену установу. Захваљујући брзој интервенцији ватрогасаца, избегнута трагедија.
- 31. октобар — У великој акцији полиције Србије, у којој је учествовало око 2000 полицајаца, широм земље похапшено око 500 нарко-дилера.

### Новембар
- 4. новембар — Бивши градоначелник Зрењанина, Горан Кнежевић, одлуком судског већа Окружног суда у Београду пуштен из притвора у којем је провео нешто више од годину дана.
- 7. новембар — Скупштина Аутономне покрајине Војводине усвојила преправљену верзију Статута АП Војводине.
- 11. новембар — Министар здравља Републике Србије, Томица Милосављевић, прогласио епидемију новог вируса AH1N1 на територији целе Србије.
- 15. новембар — На Војно-медицинској академији у Београду, преминуо патријарх Српске православне цркве Павле. Влада Републике Србије прогласила тродневну жалост у целој земљи.
- 19. новембар — У порти манастира Светих Архангела у Раковици сахрањен Патријарх СПЦ Павле.
- 23. новембар — Свечано отворена војна база "Југ" код Бујановца, чија је изградња трајала неколико година. Отварању базе присуствовали председник Србије Борис Тадић, премијер Мирко Цветковић, министар одбране Драган Шутановац, као и начелник Генералштаба Војске Србије генерал-потпуковник Милоје Милетић.
- 30. новембар — Савет министара унутрашњих послова и правде земаља чланица Европске уније усвојио одлуку којом се од 19. децембра укидају визе за путовање у земље чланице ЕУ грађанима Србије, Црне Горе, и Македоније.
  - Скупштина Србије усвојила Статут АП Војводине као и пратећи Закон о преносу надлежности.

### Децембар
- 1. децембар — Ступио на снагу Лисабонски уговор.
- 1. децембар — Пред Међународним судом правде у Хагу почео процес утврђивања легалности једностраног проглашења независности јужне српске покрајине Косова и Метохије.
- 7. децембар — Европска унија одблокирала примену Прелазног трговинског споразума са Србијом.
- 14. децембар — Скупштина Аутономне покрајине Војводине свечано прогласила нови Статут АП Војводине.
- 18. децембар — Преминуо југословенски диригент и композитор Оскар Данон.
- 19. децембар — Грађани Србије, Црне Горе и Македоније од овог дана могу да путују без виза у земље чланице Шенгенског споразума.
  - Државни врх Србије је донео одлуку о подношењу кандидатуре за пуноправно чланство у Европској унији.
- 22. децембар — Председник Србије, Борис Тадић, у Стокхолму званично предао кандидатуру Србије за пријем у Европску унију.
- 27. децембар — У други круг избора за председника Хрватске ушли кандидат СДП-а Иво Јосиповић (32,4% гласова), и независни кандидат Милан Бандић (14,8%).

## Смрти

### Јануар
- 9. јануар — Љубица Сокић, српска сликарка (*1914)[1]
- 14. јануар — Душан Џамоња, југословенски вајар (*1928)[2]
- 16. јануар — Богдан Тирнанић, српски новинар (*1941)[3]
- 27. јануар — Џон Апдајк, амерички књижевник[4]

### Фебруар
- 12. фебруар — Мирко Буловић, српски глумац (*1930)[5]

### Март
- 20. март — Владимир Савчић Чоби, српски музичар (*1948)[6]

### Април
- 24. јун — Оља Ивањицки, српска сликарка (*1931)[7]
- 25. јун — Мајкл Џексон, америчка поп икона. (*1958) [8]

### Јул
- 1. јул — Карл Малден, амерички глумац српског порекла (*1912)[9]
- 8. јул — Костадинка Момировић, најстарија особа у Србији (*1900)

### Август
- 1. август — Борка Вучић, српска банкарка (*1926)[10]
- 6. август — Савка Дабчевић-Кучар, хрватска политичарка (*1923)
- 7. август — Данко Поповић, српски књижевник (*1928)[11]

### Септембар
- 14. септембар — Патрик Свејзи, амерички глумац (*1952)[12]
- 19. септембар — Капиталина Ерић, српска глумица руског порекла (*1919)[13]
- 30. септембар — Павел Попович, совјетски космонаут[14]

### Октобар
- 10. октобар — Стивен Гетли, ирски певач (*1976)

### Новембар
- 15. новембар — Павле, патријарх Српске православне цркве (* 1914)
- 21. новембар — Константин Феоктистов, совјетски космонаут
- 30. новембар — Милорад Павић, српски писац (*1929)[15]
- 30. новембар — Милан Бабић, српски певач народне музике (*1944)

### Децембар
- 17. децембар — Душан Јакшић, српски глумац и певач (*1927)[16]
- 18. децембар — Оскар Данон, југословенски диригент и композитор (*1913)
- 20. децембар — Британи Марфи, америчка глумица (*1977)[17]

## Нобелове награде
- Физика — Чарлс Као, Вилард Бојл и Џорџ Смит
- Хемија — Ада Јонат, Венкатраман Рамакришнан и Томас Стајц
- Медицина — Елизабет Блекберн, Керол Грејдер и Џек Шостак
- Књижевност — Херта Милер
- Мир — Барак Обама
- Економија — Елинор Орстром и Оливер Вилијамсон